# Terpîlivka, Pidvolociîsk
Terpîlivka (în ucraineană Терпилівка) este localitatea de reședință a comunei Terpîlivka din raionul Pidvolociîsk, regiunea Ternopil, Ucraina.

## Demografie
Componența lingvistică a localității Terpîlivka
     Ucraineană (100%)
Conform recensământului din 2001, toată populația localității Terpîlivka era vorbitoare de ucraineană (100%).